# Pansarskott
El Pansarskott era una arma antitancs portàtil que disparava granades anticarro, era una arma de foc portàtil de tret manual creada per a combatre als vehicles blindats de combat i altres objectius enemics a curta distància, era un sistema antitancs portàtil, una arma de combat antitanc de curt abast sense retrocés i una arma d'un sol ús.

## Funcionament

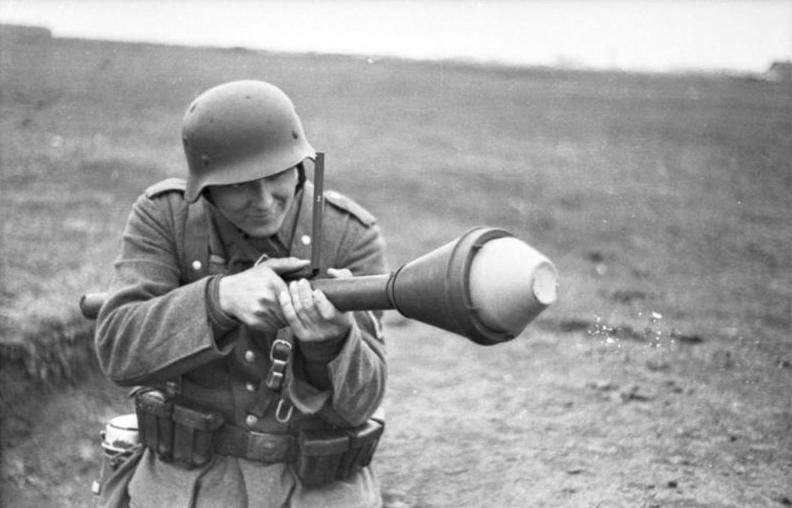
Soldat alemany de la Wehrmacht amb una arma antitancs Panzerfaust durant la Segona Guerra Mundial.

El Pansarskott, tenia un tub de tret equipat amb una granada anticarro i un propulsor col·locat dins de l'arma preparat per a apuntar i disparar. El Pansarskott es feia servir tradicionalment per atacar objectius protegits com a tancs lleugers, carros de combat, vehicles blindats de combat, transports blindats de personal, indrets d'observació i búnquers enemics.

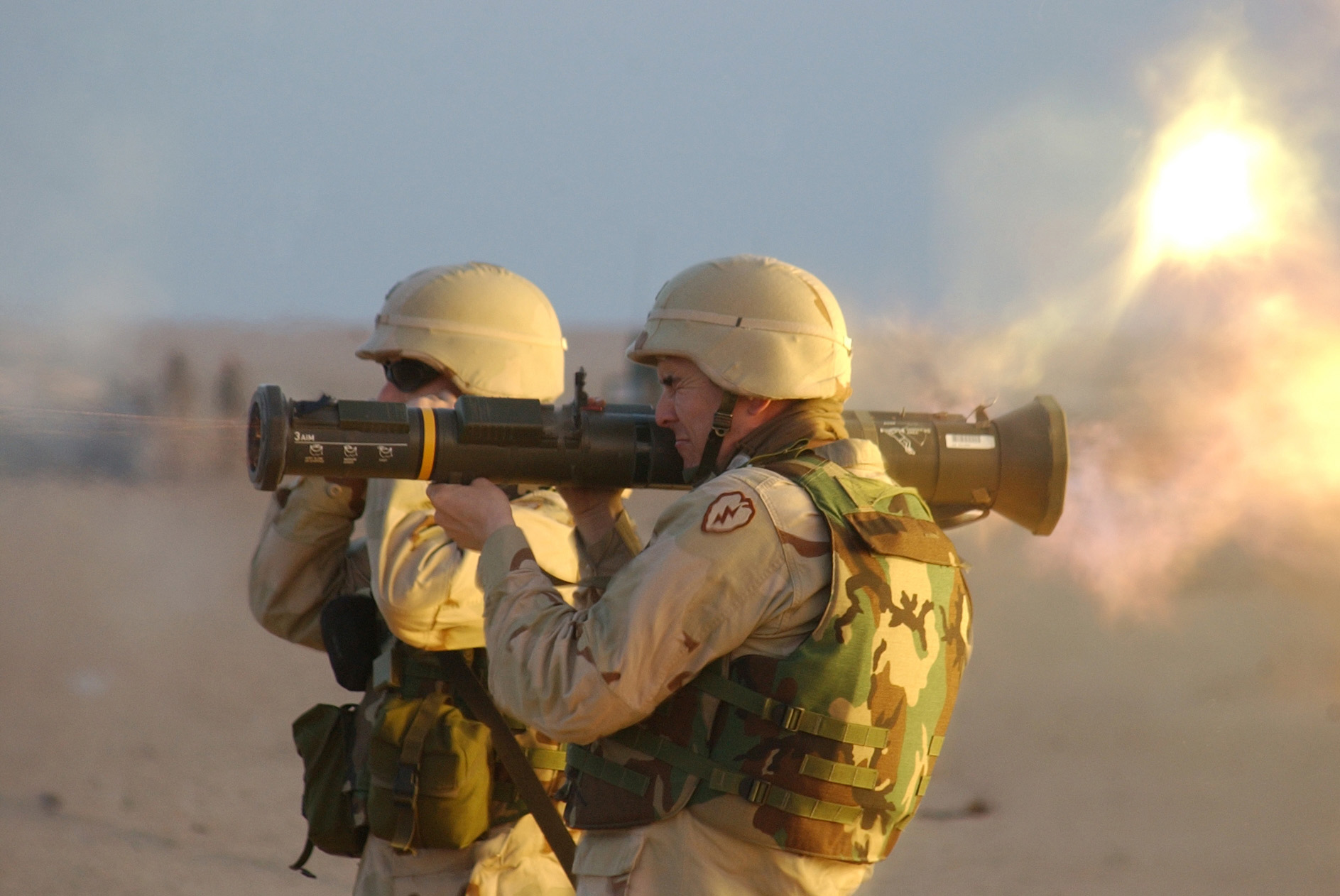
Marines disparant el canó sense retrocés AT-4.

El Pansarskott disparava munició perforant i llançava granades anticarro. Igual que les granades de mà, els projectils perforants del Pansarskott eren armes d'un sol ús. El tub llançador no es podia recarregar, sinó que s'havia de llençar després de ser utilitzat. El tub de tret estava fet d'un material molt lleuger, i solament podia aguantar un únic tret. Els llançagranades tradicionalment no venien amb mires o dispositius de tret molt avançats, sinó que generalment tenien una mira molt simple i un gallet situat en la part superior de l'arma.

## Història

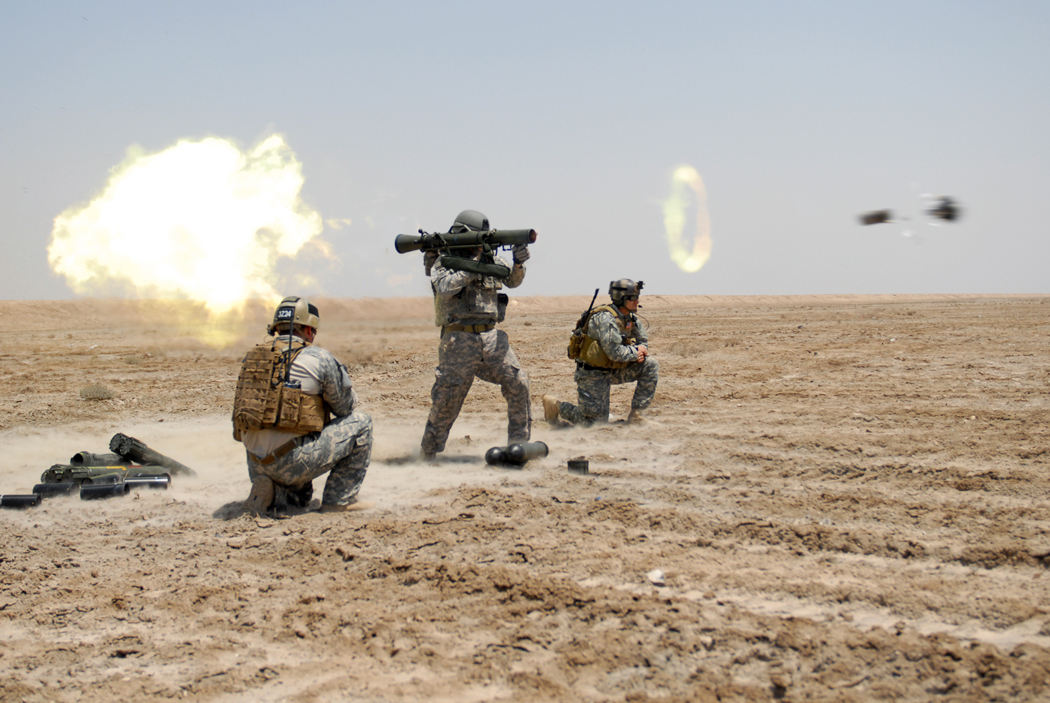
Soldats de les forces especials estatunidenques disparant el canó sense retrocés Carl Gustav a Bàssora, l'Iraq, al maig de 2009, durant la Guerra de l'Iraq.

El Pansarskott m/45 i el Pansarskott m/46 eren còpies sueques del Panzerfaust alemany. L'Exèrcit de Suècia va encarregar una còpia del Panzerfaust a Bofors, del qual es van adquirir diversos exemplars a Finlàndia i a la resistència danesa, l'arma resultant va ser una còpia del Panzerfaust designada Pansarskott m/45, 10.000 unitats van ser encarregades per les Forces Armades de Suècia a finals de 1945. Tot i que el Pansarskott era força eficaç contra els tancs de la seva època, la velocitat inicial del projectil era baixa i l'abast efectiu era d'uns 70 metres. El Pansarskott m/45 es va actualitzar ràpidament reemplaçant la càrrega propulsora de pólvora negra per una càrrega de pólvora sense fum, l'arma resultant va ser el Pansarskott m/46, que tenia un abast efectiu d'uns 90 metres. El Pansarskott va ser reemplaçat posteriorment per armes més modernes com el canó sense retrocés Carl Gustav.